# Sedkyrkešč
Sedkyrkešč (in lingua russa Седкыркещ; in lingua komi: Сьöдкыркöтш) è un insediamento di tipo urbano di 1 259 abitanti situato in Russia, nella Repubblica dei Komi. Fa parte del circondario urbano di Syktyvkar. Si trova sulla riva destra del fiume Vyčegda.